# Tresor de Hildesheim

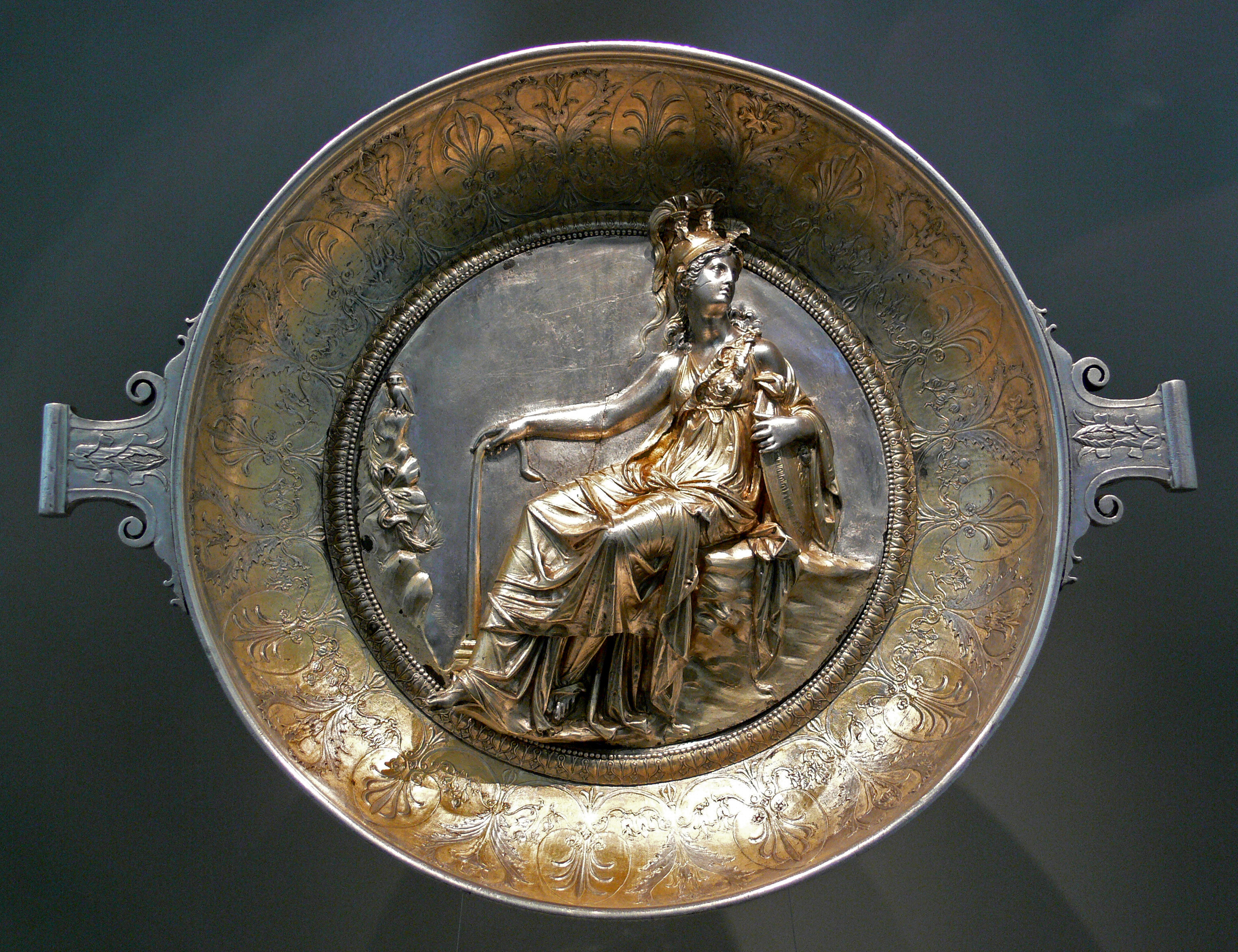
Pàtera de Minerva

El Tresor de Hildesheim, desenterrat el 17 d'octubre del 1868 a Hildesheim, Alemanya, és la col·lecció més gran d'argent romà trobada fora de les fronteres imperials. La major part n'és del segle i. El tresor consta d'uns setanta atuells d'argent massís exquisidament elaborades per a menjar i beure, i es conserva a l'Antikensammlung Berlin (Altes Museum). Sembla que el tresor era el servei de taula d'un comandant romà, potser Publi Quintili Var, militarment actiu a Germània. Altres, però, suggereixen que el tresor pot haver estat un botí de guerra.
El tresor fou soterrat a uns 2 metres al pujol Galgenberg i el van trobar uns soldats prussians quan preparaven part de l'àrea per a un camp de tir. La majoria d'estudiosos consideren que la pràctica totalitat del Tresor de Hildesheim s'elaborà en tallers fronterers de les províncies romanes del nord-oest.

## Elements notables
El tresor conté plats, soperes, tasses, copes, safates, pales, oueres, salers, una petita taula plegable de tres potes, un canelobre i un pedestal de tres potes. Un dels articles més notoris és l'anomenada Pàtera de Minerva (equivalent romà de l'Atena grega). Presenta una imatge detallada de Minerva, seguda en un tron de roca i sosté un bastó a la mà dreta i un escut a l'esquerra. La dea porta un tocat de batalla i la túnica fluida; al costat dret de Minerva hi ha el seu símbol, el mussol. Té dues anses, cadascuna fa 3,4 cm de llarg. Pesa 2,388 kg i té 25 cm de diàmetre i 7,1 cm de profunditat. Es va perdre al 1945 i ara se'n mostra una còpia en guix.
Altres elements notables són les pàteres amb un relleu d'Hèrcules de xiquet escanyant serps i amb els caps en baix relleu d'Atis i Cíbele. També hi ha tres bols calzes de vores gruixudes, un bol trípode amb un adorn de fulles niellat, un crater i un càntar, així com copes de dues anses ornamentades en repussat i altres articles dedicats a Dionís. De molts articles s'han fet rèpliques per a museus com el de Victoria i Albert, el Germanisches Nationalmuseum i el Museu Puixkin.